# جولیا فی

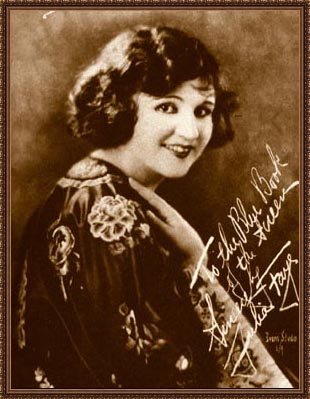

جولیا فی (انگلیسی: Julia Faye Maloney; ۲۴ سپتامبر ۱۸۹۳ – ۶ آوریل ۱۹۶۶) یک هنرپیشه اهل ایالات متحده آمریکا بود.

## گزیده فیلمشناسی
از فیلم‌ها یا برنامه‌های تلویزیونی که وی در آن نقش داشته‌است می‌توان به آثار زیر اشاره کرد.
- تعصب (فیلم ۱۹۱۶) (۱۹۱۶)
- مرد و زن (فیلم ۱۹۱۹) (۱۹۱۹)
- زندگی بزمی (۱۹۲۰)
- قتل شبه‌عمد (فیلم ۱۹۲۲) (۱۹۲۲)
- دنده آدام (فیلم ۱۹۲۳) (۱۹۲۳)
- ده فرمان (فیلم ۱۹۲۳) (۱۹۲۳)
- هالیوود (فیلم ۱۹۲۳) (۱۹۲۳)
- شاهنشاه (فیلم ۱۹۲۷) (۱۹۲۷)
- شیکاگو (فیلم ۱۹۲۷) (۱۹۲۷)
- دینامیت (فیلم) (۱۹۲۹)
- نه آن‌قدر احمق (۱۹۳۰)
- سان‌ست بلوار
- تو و من (فیلم ۱۹۳۸) (۱۹۳۸)
- اتحادیه اقیانوس آرام (۱۹۳۹)
- باد وحشی را درو کن (۱۹۴۲)
- مسافرخانه تعطیلات (فیلم) (۱۹۴۲)
- هر کس سوی خودش (۱۹۴۶)
- کالیفرنیا (فیلم ۱۹۴۷) (۱۹۴۷)
- ساعت بزرگ (فیلم) (۱۹۴۸)
- ژاندارک (فیلم ۱۹۴۸) (۱۹۴۸)
- آخرین مهلت شیکاگو (۱۹۴۹)
- سامسون و دلیله (فیلم ۱۹۴۹) (۱۹۴۹)
- سانست بلوار (۱۹۵۰)
- بزرگترین نمایش روی زمین (۱۹۵۲)
- ده فرمان (فیلم ۱۹۵۶) (۱۹۵۶)
- بوکانیر (فیلم ۱۹۵۸) (۱۹۵۸)